# Lithobius punctulatus
Lithobius punctulatus är en mångfotingart som beskrevs av Carl Ludwig Koch 1847. Lithobius punctulatus ingår i släktet Lithobius och familjen stenkrypare. Inga underarter finns listade i Catalogue of Life.